# Паезе
Паезе (італ. Paese, вен. Paéxe) — муніципалітет в Італії, у регіоні Венето, провінція Тревізо.
Паезе розташоване на відстані близько 420 км на північ від Рима, 30 км на північний захід від Венеції, 8 км на захід від Тревізо.
Населення — 21 996 осіб (2014).
Щорічний фестиваль відбувається 11 листопада. Покровитель — святий Мартин.

## Демографія
Населення за роками:

Станом на 1 січня 2023 року в муніципалітеті офіційно проживав 1671 іноземець з 65 країн, серед них 354 громадяни країн Євросоюзу та 42 громадяни України.

## Сусідні муніципалітети
- Істрана
- Моргано
- Понцано-Венето
- Куїнто-ді-Тревізо
- Тревіньяно
- Тревізо
- Вольпаго-дель-Монтелло